# أنطون كينتانا
أنطون كينتانا (بالهولندية: Anton Quintana) هو كاتب للأطفال وكاتب سيناريو وكاتب هولندي، ولد في 6 سبتمبر 1937 في أمستردام في هولندا، وتوفي في 15 أكتوبر 2017 في هورن في هولندا.

## وصلات خارجية
- أنطون كينتانا على موقع IMDb (الإنجليزية)